# Trzebiel
Trzebiel è un comune rurale polacco del distretto di Żary, nel voivodato di Lubusz.
Ricopre una superficie di 166,59 km² e nel 2004 contava 5 797 abitanti.